# ميغان سنيدون
ميغان سنيدون (بالإنجليزية: Megan Sneddon)‏ (9 سبتمبر 1985 في المملكة المتحدة - ) هي لاعبة كرة قدم بريطانية في مركز الوسط. شاركت مع منتخب اسكتلندا تحت 23 سنة للسيدات لكرة القدم ‏ ومنتخب اسكتلندا لكرة القدم للسيدات. أما مع النوادي، فقد لعبت مع نادي رينجرز ونادي سلتيك ونادي ليفربول لكرة القدم للسيدات ونادي ليفربول ونادي غلاسكو سيتي وMotherwell F.C. Women ‏ وCeltic F.C. Women ‏ وKilmarnock F.C. Women ‏ وRangers W.F.C. ‏.

## وصلات خارجية
- ميغان سنيدون على موقع الاتحاد الأوربي (الإنجليزية)
- ميغان سنيدون على موقع قاعدة بيانات كرة القدم.إي يو (الإنجليزية)
- ميغان سنيدون على موقع Soccerway.com (الإنجليزية)
- ميغان سنيدون على موقع عالم كرة القدم.نت (الإنجليزية)